# Galatasaray Spor Kulübü 2012-2013
Questa voce raccoglie le informazioni riguardanti il Galatasaray Spor Kulübü nelle competizioni ufficiali della stagione 2012-2013.

## Stagione
La stagione inizia con una vittoria: l'11 agosto 2012 il Galatasaray si impone per 3-2 sul Fenerbahçe e si aggiudica per la dodicesima volta la Supercoppa di Turchia. Il 27 gennaio 2013, durante la sessione invernale del calciomercato firma anche l'attaccante ivoriano Didier Drogba, e intanto i turchi si sono già qualificati agli ottavi di Champions League dopo essere giunti secondi nel gruppo alle spalle del Manchester Utd. Eliminano poi lo Schalke 04 prima di arrendersi ai quarti al Real Madrid. Il 5 maggio 2013 il club vince invece il suo diciannovesimo titolo nazionale.